# Лю Наньнань
Лю Наньнань (нар. 19 червня 1983) — колишня китайська тенісистка.
Найвищу одиночну позицію світового рейтингу — 141 місце досягла 25 квітня, 2005, парну — 203 місце — 2 травня, 2005 року.
Здобула 5 одиночних та 2 парні титули туру ITF.
Завершила кар'єру 2011 року.

## Фінали ITF
| турніри $50,000 |
| турніри $25,000 |
| турніри $10,000 |

### Одиночний розряд (5–4)
| Результат | Ранг | Дата           | Турнір                  | Покриття   | Суперниця        | Рахунок          |
| --------- | ---- | -------------- | ----------------------- | ---------- | ---------------- | ---------------- |
| Перемога  | 1.   | 5 березня 2001 | Ханчжоу, КНР            | Тверде     | Фудзівара Ріка   | 7–6(2), 3–6, 7–5 |
| Поразка   | 2.   | 15 липня 2001  | Тяньцзінь, КНР          | Тверде     | Пен Шуай         | 0-1 ret.         |
| Перемога  | 3.   | 22 липня 2001  | Тяньцзінь, КНР          | Тверде     | Яо Лань          | 6-4, 6-3         |
| Поразка   | 4.   | 29 липня 2001  | Ґуанчжоу, КНР           | Тверде     | Лі На            | 1–6, 2–6         |
| Перемога  | 5.   | 27 січня 2002  | Галл, Велика Британія   | Тверде (i) | Янь Цзи          | 6–1, 6–2         |
| Перемога  | 6.   | 29 січня 2002  | Тіптон, Велика Британія | Тверде (i) | Катерина Сисоєва | 4–6, 7–5, 6–4    |
| Перемога  | 7.   | 18 січня 2004  | Тампа, США              | Тверде     | Крістен Шлукебір | 6-3, 6-1         |
| Поразка   | 8.   | 18 січня 2004  | Бока-Ратон, США         | Тверде     | Келлі Маккейн    | 1-6, 6-3, 0-6    |
| Поразка   | 9.   | 6 червня 2004  | Улан-Хото, КНР          | Тверде     | Лі На            | 0–6, 0–6         |

### Парний розряд (2-4)
| Результат | Ранг | Дата           | Турнір           | Покриття | Partnering | Суперниці                       | Рахунок          |
| Поразка   | 1.   | 15 липня 2001  | Тяньцзінь, КНР   | Ґрунт    | Пен Шуай   | Ма Ен'юе Сє Яньцзе              | 5–7, 7–5, 4–6    |
| Перемога  | 2.   | 4 червня 2001  | Шеньчжень, КНР   | Тверде   | Пен Шуай   | Лі Тін Луй-Лі Шень              | 6-4, 6-1         |
| Поразка   | 3.   | 27 лютого 2003 | Бельфор, Франція | Килим    | Сє Яньцзе  | Кім Кілсдонк Софі Лефевр        | 3–6, 3–6         |
| Поразка   | 4.   | 23 травня 2004 | Пекін, КНР       | Тверде   | Ду Жуй     | Ліга Декмеєре Іпек Шенолу       | 6–4, 4–6, 6–7(1) |
| Поразка   | 5.   | 6 червня 2004  | Улан-Хото, КНР   | Тверде   | Ду Жуй     | Чжуан Цзяжун Напапорн Тонгсалі  | 6–3, 2–6, 3–6    |
| Перемога  | 6.   | 22 серпня 2004 | Бронкс, США      | Тверде   | Лі На      | Джессіка Ленгофф Крістіна Вілер | 5–7, 6–3, 6–3    |